# Корнівська сільська рада
| Корнівська сільська рада — орган місцевого самоврядування у Городенківському районі Івано-Франківської області з адміністративним центром у с. Корнів. Утворена в 1989 році. Сільській раді підпорядковані населені пункти: - с. Корнів — населення 764 ос.; площа 12,874 км²; засн. в 1455 році. |

## Склад ради
Рада складається з 16 депутатів та голови.

### Керівний склад ради
| ПІБ                     | Основні відомості                                                                                        | Дата обрання | Дата звільнення |
| ----------------------- | --- | ------------ | --------------- |
| Галящук Василь Іванович | Сільський голова, 1969 року народження, освіта, член Конгресу Українських Націоналістів                  | 26.03.2006   | 31.10.2010      |
| Галящук Василь Іванович | Сільський голова, 1969 року народження, освіта середня загальна, член Конгресу Українських Націоналістів | 31.10.2010   |                 |

Примітка: таблиця складена за даними джерела